# Moris Carrozzieri
Moris Carrozzieri (* 16. November 1980 in Giulianova) ist ein italienischer ehemaliger Fußballspieler.
Der Abwehrspieler begann seine Karriere beim AS Bari. Dort kam er aber nie zum Einsatz und spielte stattdessen bei den unterklassigen Klubs Fidelis Andria, Giulianova, Martina Franca und Teramo. 2003 wechselte er zu Sampdoria Genua in die Serie A. 2005 erreichte er mit Genua den fünften Platz und qualifizierte sich dadurch für den UEFA-Pokal. Er wurde jedoch in der nächsten Saison an den AC Arezzo ausgeliehen.
2006 ging er zum Aufsteiger Atalanta Bergamo. Schon im September wurde er, wie auch sein früherer Mitspieler Francesco Flachi, wegen Verstoßes gegen die Glücksspielregeln für zwei Monate gesperrt. Am Ende der Saison wurde er mit Bergamo Achter und verpasste nur um einen Platz die UEFA-Pokal-Teilnahme. 2008 wechselte er nach Palermo. Im April 2009 gab er nach dem Spiel gegen den FC Turin einen positiven Dopingtest ab und wurde für zwei Jahre gesperrt. Nach seiner Sperre verlor er mit Palermo das Endspiel um die Coppa Italia 2010/11 gegen Inter Mailand. 2011/12 spielte er für US Lecce, mit denen er aus der Serie A abstieg. Er ging dann zum Zweitligisten Varese und 2013 wieder zu Giulianova.